# Epicalymma exigua
Epicalymma exigua är en kräftdjursart som först beskrevs av Farran 1908.  Epicalymma exigua ingår i släktet Epicalymma och familjen Oncaeidae. Inga underarter finns listade i Catalogue of Life.